# El Peñón, Tamaulipas
El Peñón är en ort i Mexiko.   Den ligger i kommunen Llera och delstaten Tamaulipas, i den centrala delen av landet, 400 km norr om huvudstaden Mexico City. El Peñón ligger 147 meter över havet och antalet invånare är 168.
Terrängen runt El Peñón är varierad. Runt El Peñón är det glesbefolkat, med 17 invånare per kvadratkilometer. Närmaste större samhälle är El Nuevo Encino, 3,8 km öster om El Peñón. I omgivningarna runt El Peñón växer i huvudsak städsegrön lövskog.